# Heinz Rockstroh
Heinz Rockstroh (* 15. Oktober 1920 in Aue im Erzgebirge; † 10. März 1987 in Bad Homburg vor der Höhe) war ein deutscher Urologe und Hochschullehrer.
Bekannt wurde er dadurch, dass er 1966 die erste Nierentransplantation in der damaligen DDR durchgeführt hat.

## Leben
Nach dem Abitur 1939 studierte er von 1940 bis 1945 Medizin an der Militärärztlichen Akademie in Berlin mit Gastsemestern in Leipzig, Straßburg, Breslau, Hamburg und Tübingen. 1944 heiratete er Gerda Vesper, aus dieser Ehe stammen drei Söhne. Das Staatsexamen absolvierte er 1945 in Hamburg, es folgte die Promotion in Tübingen.
In der Nachkriegszeit war er ab 1946 Assistenzarzt und ab 1951, nach der chirurgischen Facharztprüfung, als Oberarzt am Kreiskrankenhaus Aue tätig. 1957 wechselte er als Oberarzt an die von Franz Mörl geleitete chirurgische Klinik an der Martin-Luther-Universität Halle-Wittenberg. Bereits 1958 wurde er Facharzt für Urologie, 1959 begann er mit dem Aufbaus des Nierenzentrums Halle/Saale und führte die Behandlung des akuten Nierenversagens mit der „künstlichen Niere“ ein. Rockstroh habilitierte 1962 zum Thema „Das Lebensschicksal der Einnierigen“ und wurde 1963 Dozent für das Fachgebiet Chirurgie/Urologie.
Nach Studienaufenthalten in London und Leeds transplantierte er mit seinem Team am 25. April 1966 erfolgreich die erste Niere in der DDR. Es war die Lebendspende einer Mutter für den Sohn. Der Empfänger des Organes überlebte den Eingriff  um 14 Tage. Es gab damals noch keine Medikamente, die eine Abstoßungsreaktion verhindern konnten.
Im Jahr 1967 folgte die Ernennung zum Professor mit Lehrauftrag, 1969 zum Ordentlichen Professor mit Lehrstuhl und 1968 wurde er zum Vorsitzenden der neu gegründeten „Gesellschaft für Urologie der DDR“ gewählt.
Die 1970 in Halle unter seiner Leitung stattfindende „10. Tagung der Urologen der DDR“ war für die Geschichte der Urologie insofern bedeutsam, als sie erstmals gemeinsam mit der „Gesellschaft für Nephrologie“ abgehalten wurde. Diese enge Fachzusammenarbeit strahlte danach auf die in der Folgezeit allmählich eingerichteten Lehrstühle für Urologie mit dazugehörigen Urologischen Abteilungen beziehungsweise Kliniken aus, die an 9 Medizinischen Fakultäten der Universitäten und Medizinischen Akademien etabliert worden waren. Außerdem wurden in allen 15 Bezirkskrankenhäusern nach und nach selbständige urologische Abteilungen eingerichtet. Damit wurde das Fachgebiet auch in der Forschung, der studentischen Ausbildung und der allgemeinen urologischen Versorgung fest etabliert.
Ab 1979 war er Direktor der Klinik und Poliklinik für Urologie an der Martin-Luther-Universität Halle-Wittenberg. 1982 wurde er nach heftigen Auseinandersetzungen mit SED-Funktionären zwangsweise emeritiert. 1985 übersiedelte zu seinen Söhnen in die Bundesrepublik Deutschland. 1987 starb er in Bad Homburg vor der Höhe.
Sein Schaffen erfuhr eine späte Würdigung zur Feier der 2000. Nierentransplantation an der Martin-Luther-Universität Halle unter Leitung von Paolo Fornara, Direktor der Universitätsklinik und Poliklinik für Urologie und des Nierentransplantationszentrums.

## Ehrungen
- Hufeland-Medaille der DDR in Gold
- Verdienter Arzt des Volkes